# (13235) Isiguroyuki
(13235) Isiguroyuki est un astéroïde de la ceinture principale.

## Description
(13235) Isiguroyuki est un astéroïde de la ceinture principale. Il fut découvert le 30 avril 1998 à Nanyo par Tomimaru Okuni. Il présente une orbite caractérisée par un demi-grand axe de 2,31 UA, une excentricité de 0,04 et une inclinaison de 4,0° par rapport à l'écliptique.

## Compléments